# Epipactis gigantea
Epipactis gigantea là một loài lan bản địa của tây Bắc Mỹ từ tây Canada đến miền Trung Mexico. Đây là loài có số lượng nhiều nhất ở vùng bờ biển Thái Bình Dương thuộc Bắc Mỹ.

## Hình ảnh

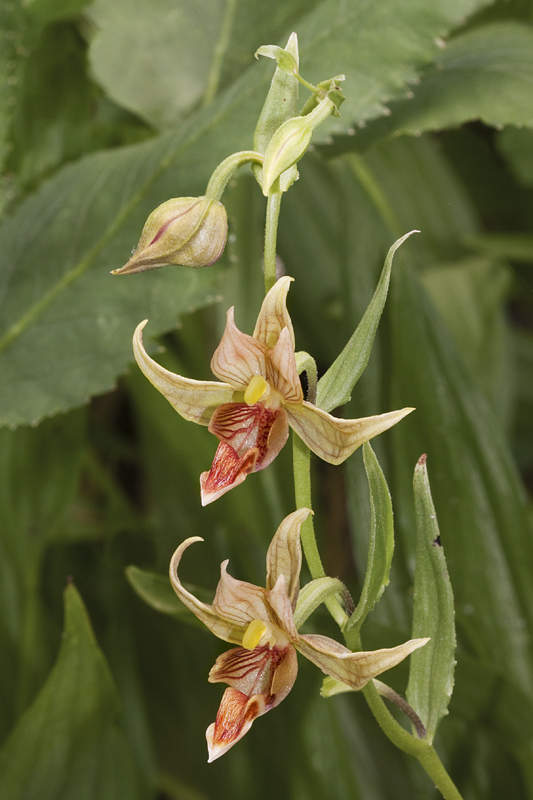
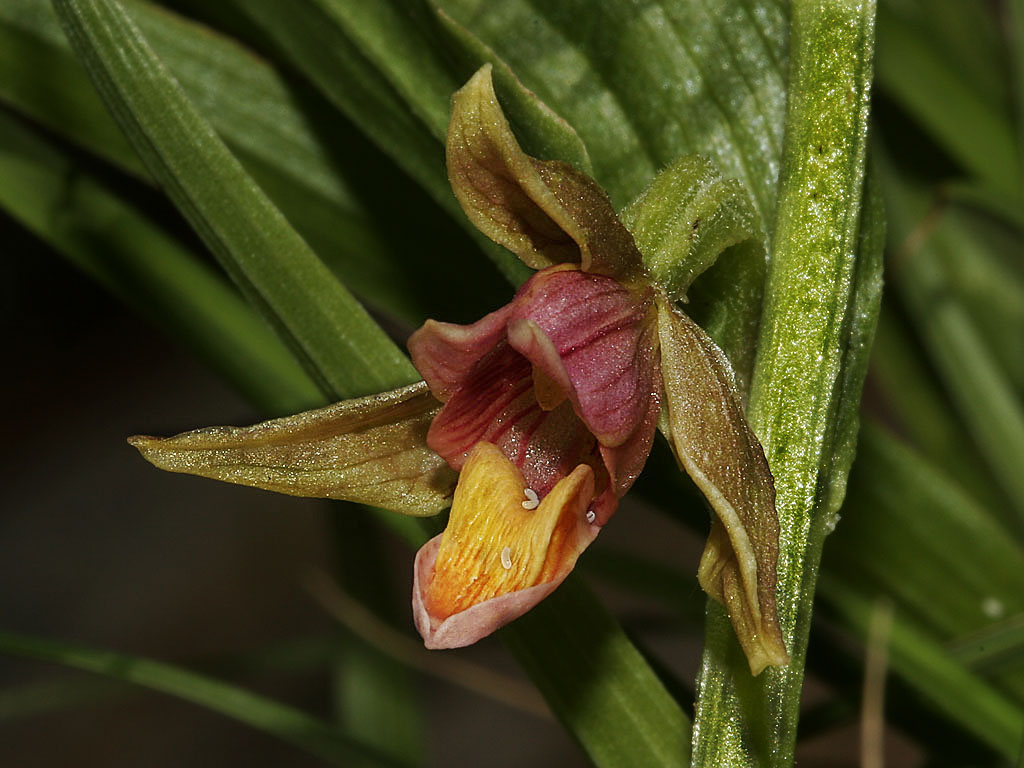
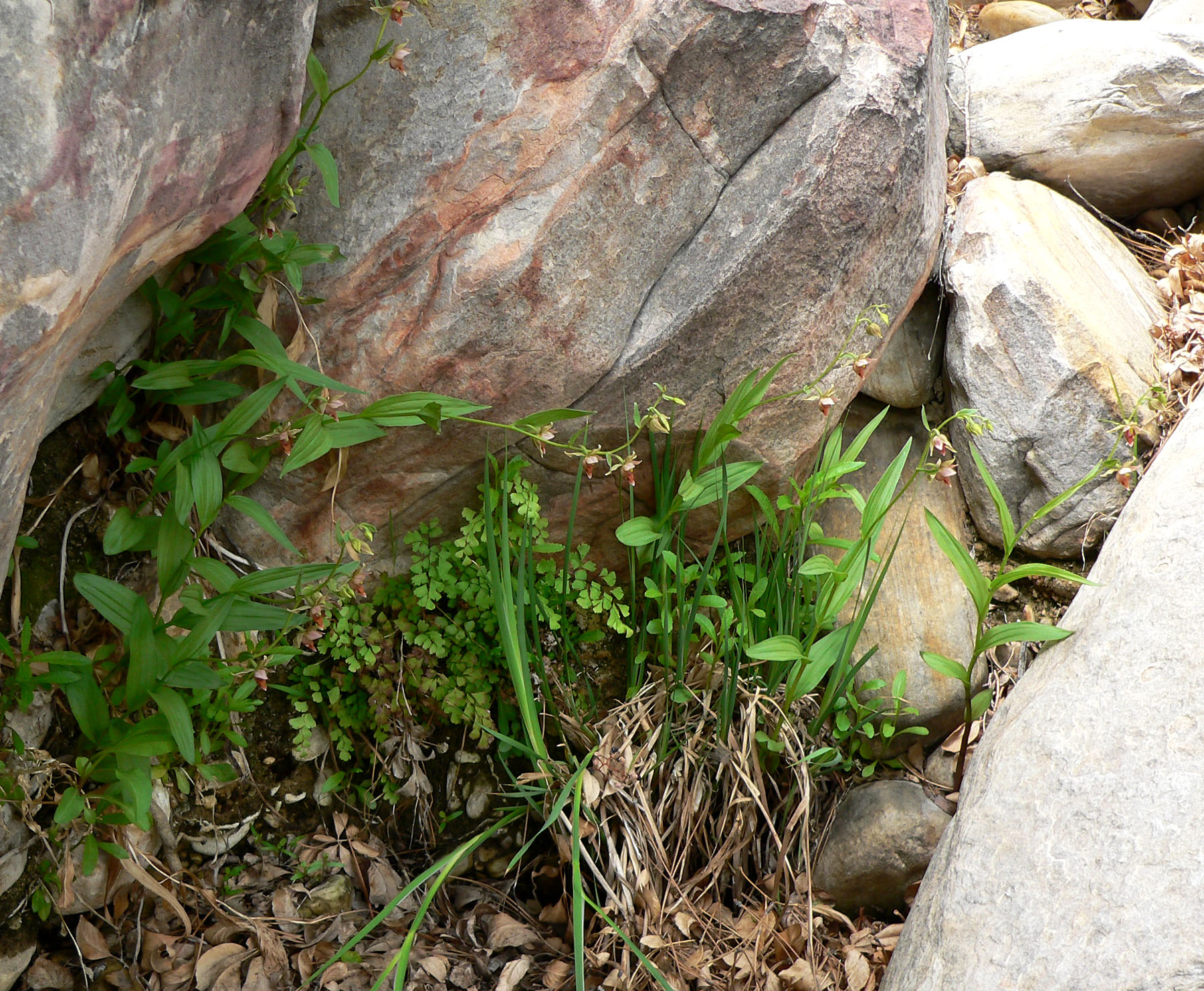
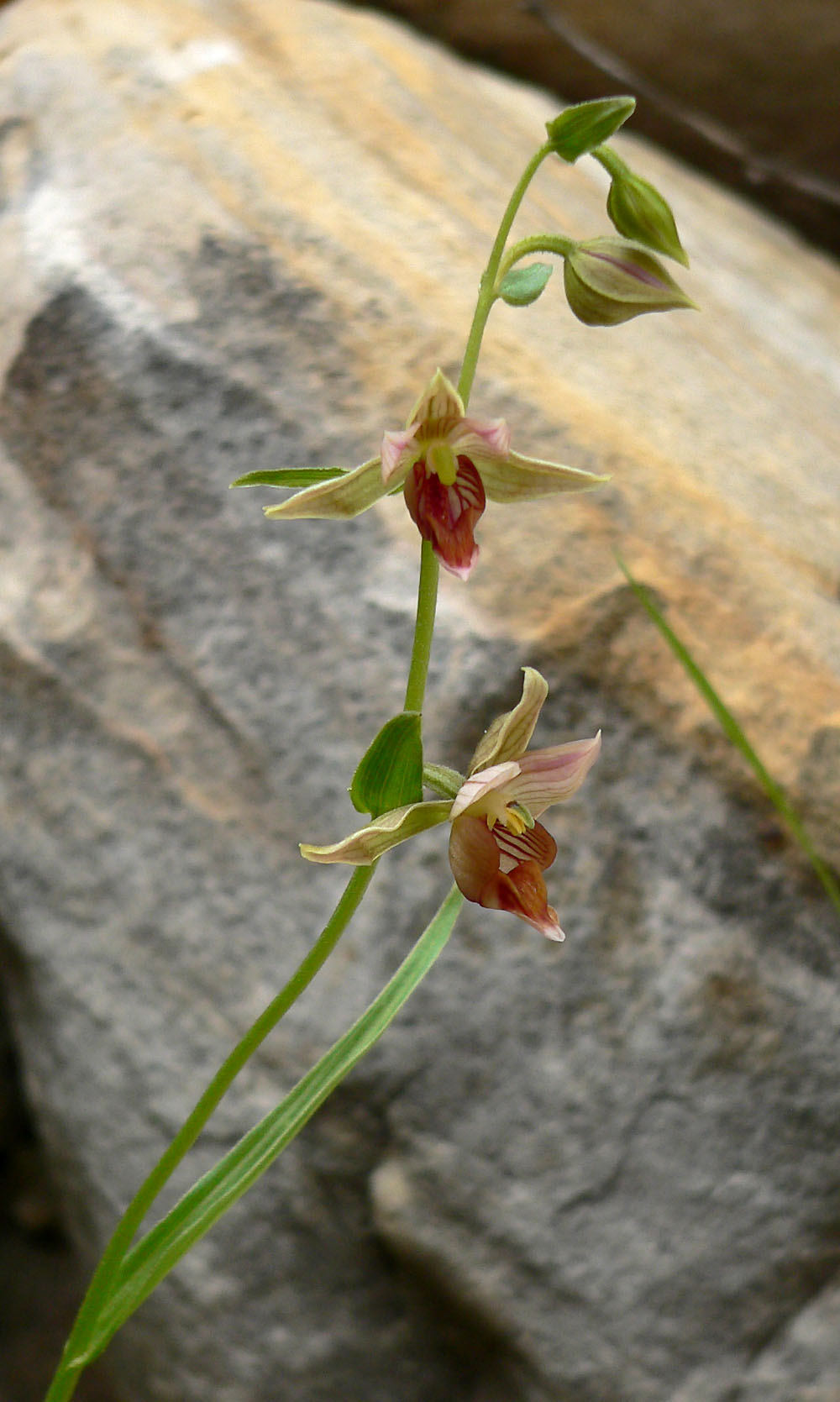